# فرشته رحمت
فرشتهٔ رحمت (عربی مصری: ملاك الرحمة) فیلمی در ژانر درام به کارگردانی یوسف وهبی است که در سال ۱۹۴۶ منتشر شد. از بازیگران آن می‌توان به فاتن حمامه و فرید شوقی اشاره کرد.